# Estació de Badalona
Badalona és una estació de ferrocarril propietat d'adif situada a la població de Badalona a la comarca del Barcelonès. L'estació és a la línia Barcelona-Mataró-Maçanet on circulen trens de les línies de rodalia R1 i RG1 de Rodalies de Catalunya operades per Renfe Operadora.
Està previst el perllongament de la línia L1 del Metro de Barcelona fins aquesta estació, que passaria a ser l'estació terme, tot i que encara es troba en fase de projecte.

## Història
L'estació de Badalona entrà en servei el 28 d'octubre de 1848, quan es va obrir el ferrocarril de Barcelona a Mataró, la primera línia de ferrocarril de la península Ibèrica. La iniciativa de la construcció de la línia va ser de l'empresari mataroní Miquel Biada i Bunyol per dur a terme les múltiples relacions comercials que s'establien entre Mataró i Barcelona. Tota la línia va ser construïda per la Compañía del Camino de Hierro de Barcelona a Mataró, de capital privat, meitat català i meitat anglès, constituïda el 1845.
D'antuvi, les obres van comptar amb el vistiplau de l'Ajuntament de Badalona, però la construcció va comptar amb una forta oposició, especialment del sector pesquer, que veia perillar les seves activitats a la platja, sobretot la manca d'un lloc on deixar i protegir les barques. Els pescadors van sabotejar diverses vegades les obres: apedregaven els peons i a la nit desfeien la feina feta durant el dia. Fins i tot després de la inauguració, l'oposició va continuar i s'apedregava els maquinistes, aprofitant que conduïen els combois sense cap mena de protecció. Les autoritats locals va amenaçar amb càstigs severs els infractors, però finalment van ser els maquinistes —en la seva majoria anglesos— els que van trobar la solució llençant monedes de poc valor quan passaven per Badalona per tal de distreure els agressors.
No només va provocar descontent entre els pescadors, durant la construcció l'Ajuntament va mostrar la seva disconformitat, adduint que l'empresa construïa la via seguint un traçat diferent al que s'havia presentat quan es van demanar els permisos. En opinió del consistori, la via s'havia acabat fent molt a prop de l'aigua per estalviar-se diners en les indemnitzacions dels propietaris afectats per la construcció de la infraestructura. D'altra banda, es va construir un baixador, una estació de segon ordre, que va estar en servei fins a l'any 1899, quan es va construir l'actual estació seguint el projecte de l'arquitecte Salvador Soteras i Taberner. La nova estació seguia un model estàndard, que formalitzava la imatge pública de la companyia del ferrocarril. Paral·lelament, durant aquest tot aquest període es va ampliar l'estació amb altres construccions per a facilitar el transport de mercaderies i es va construir una segona via.
Malgrat els inconvenients que va provocar durant els primers temps, la línia va ser un èxit des de la inauguració. En un any va transportar 675.828 passatgers i va recaptar un total de 803.705 pessetes. A més, va esdevenir motor de desenvolupament industrial i comercial per a Badalona, gràcies a l'excel·lent via de comunicació que suposava la infraestructura que es va convertir en una forma d'atracció de tota mena d'indústries les quals s'instal·laven vora la línia fèrria. Relativament en pocs anys Badalona es va convertir en un dels principals centres industrials de l'estat. La via del tren també va esdevenir una línia separadora entre la platja i el passeig marítim, durant molts anys l'únic, perquè les tanques protectores es van col·locar molt després.
El 28 d'octubre de 1948, durant la celebració del centenari de la inauguració de la via, va arribar a l'estació el primer tren elèctric.
L'any 2016 va registrar l'entrada de 1.524.000 passatgers.

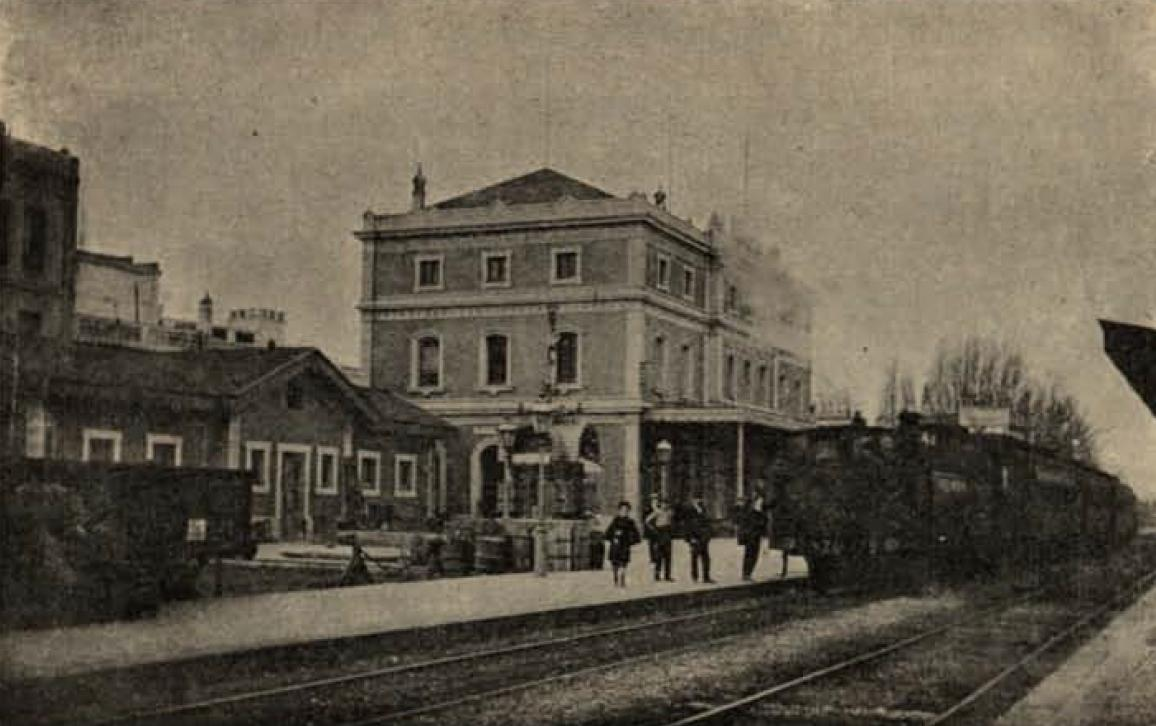
L'estació el 1910
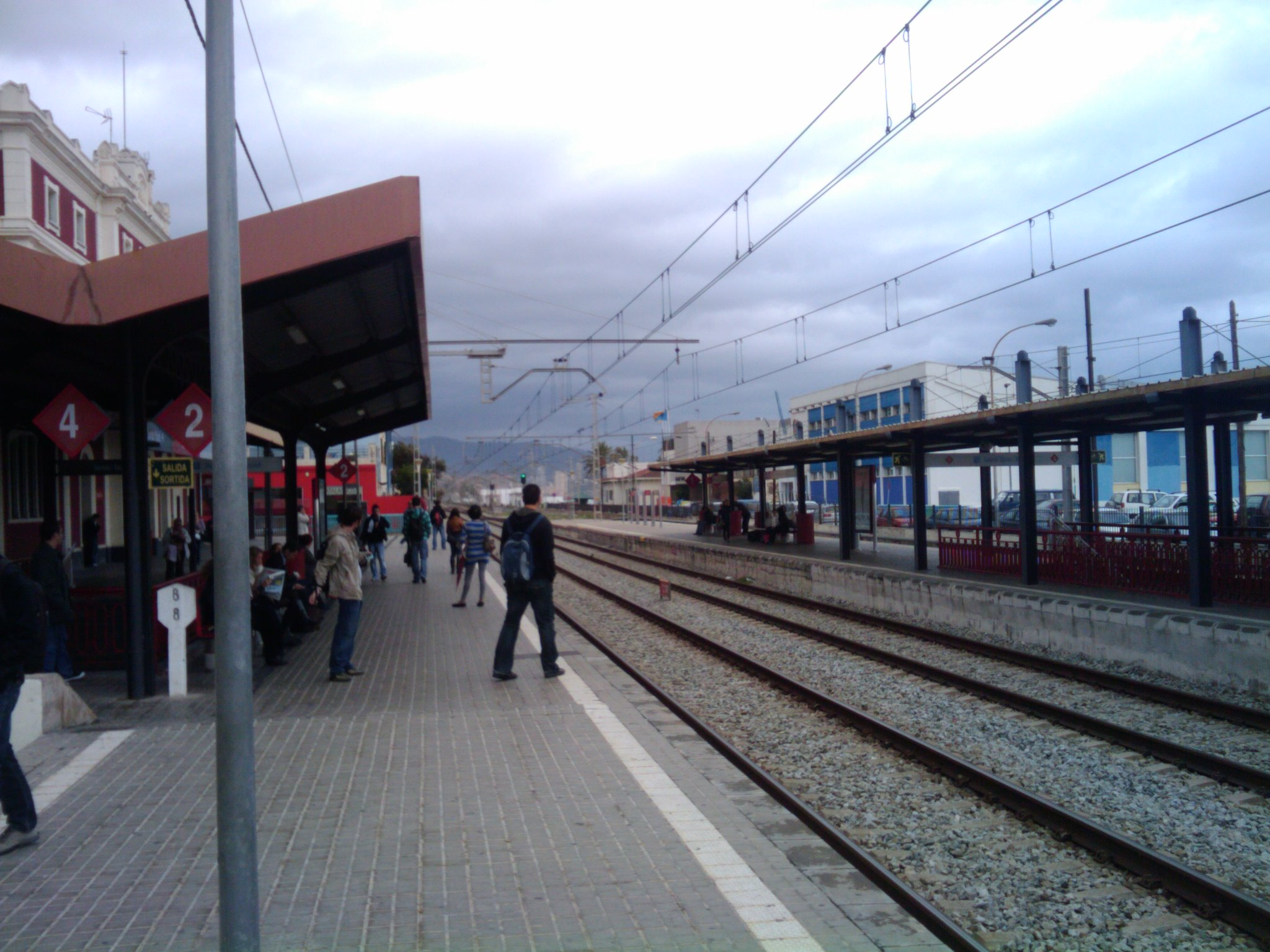
Les andanes de l'estació el 2009

## Serveis ferroviaris
| Procedència/Destinació                  | <                     | Línia | >        | Procedència/Destinació                               |
| --------------------------------------- | --------------------- | ----- | -------- | ---------------------------------------------------- |
| Rodalia de Barcelona                    |                       |       |          |                                                      |
| Molins de Rei L'Hospitalet de Llobregat | Sant Adrià de Besòs   |       | Montgat  | Mataró Arenys de Mar Calella Blanes Maçanet-Massanes |
| Rodalia de Girona                       |                       |       |          |                                                      |
| L'Hospitalet de Llobregat               | Sant Adrià de Besòs   |       | Montgat  | Figueres Portbou                                     |
| Metro de Barcelona                      |                       |       |          |                                                      |
| Projectat                               |                       |       |          |                                                      |
| El Prat Estació                         | Badalona Pompeu Fabra |       | terminal | terminal                                             |